# Podvodno plovilo
Podvodno plovilo (angleško submersible) je majhno plovilo namenjeno potapljanju pod vodo. Podmornice so sicer tudi podvodna plovila, vendar podvodna plovila v večini primerov niso povsem avtonomna plovila in se lahko potopijo na precej večje globine. V nekaterih primerih so brez pogona. Večinoma se uporabljajo za raziskovalne namene.
Podvodna plovila lahko imajo človeško posadko ali pa se jih krmili na daljavo  –  ROV
Batiskaf Trieste se je leta 1960 potopil v najbolj globoko točko na Zemlji  –  na dno Izzivalčevega brezna v  Marijanskemu jarku, v globino 10.911 m.